# Park Hae-soo
Park Hae-soo (hangul: 박해수; ur. 21 listopada 1981 w Suwon) – południowokoreański aktor filmowy, teatralny i telewizyjny.

## Kariera
Park zadebiutował w 2007 głównie jako aktor sceniczny, teatralny i musicalowy. W 2012 został zauważony przez reżysera Kim Jin-min na plakacie musicalu Samcheon i zaproponował mu rolę w serialu God of War, który był jego debiutem na ekranie. 
W 2016 wystąpił w roli drugoplanowej w koreańskim serialu Six Flying Dragon oraz podpisał kontrakt z BH Entertainment.
W 2017 otrzymał główną rolę w serialu Prison Playbook. W kwietniu 2019 pojawił się w serialu Persona. W lutym 2020  zagrał w thrillerze Time to Hunt.
W 2021 zdobył międzynarodową sławę dzięki roli Cho Sang-woo w serialu Netflixa Squid Game. 
W 2022 roku pojawił się w trzech produkcjach Netflixa: Yaksha: Decydująca misja, Dom z Papieru: Korea i Święci od narkotyków. W lipcu 2022 podpisał kontrakt z amerykańską agencją talentów UTA. 
W 2023 wystąpił w teatrze w przedstawieniu Faust.

## Życie prywatne
W latach 2013–2016 był związany z aktorką Lim Kang-hee.
14 stycznia 2019 Park wziął ślub podczas prywatnej ceremonii, która odbyła się w Seulu. 17 września 2021 para poinformowała o narodzinach syna.